# Palazzo del Governo (Reggio Calabria)

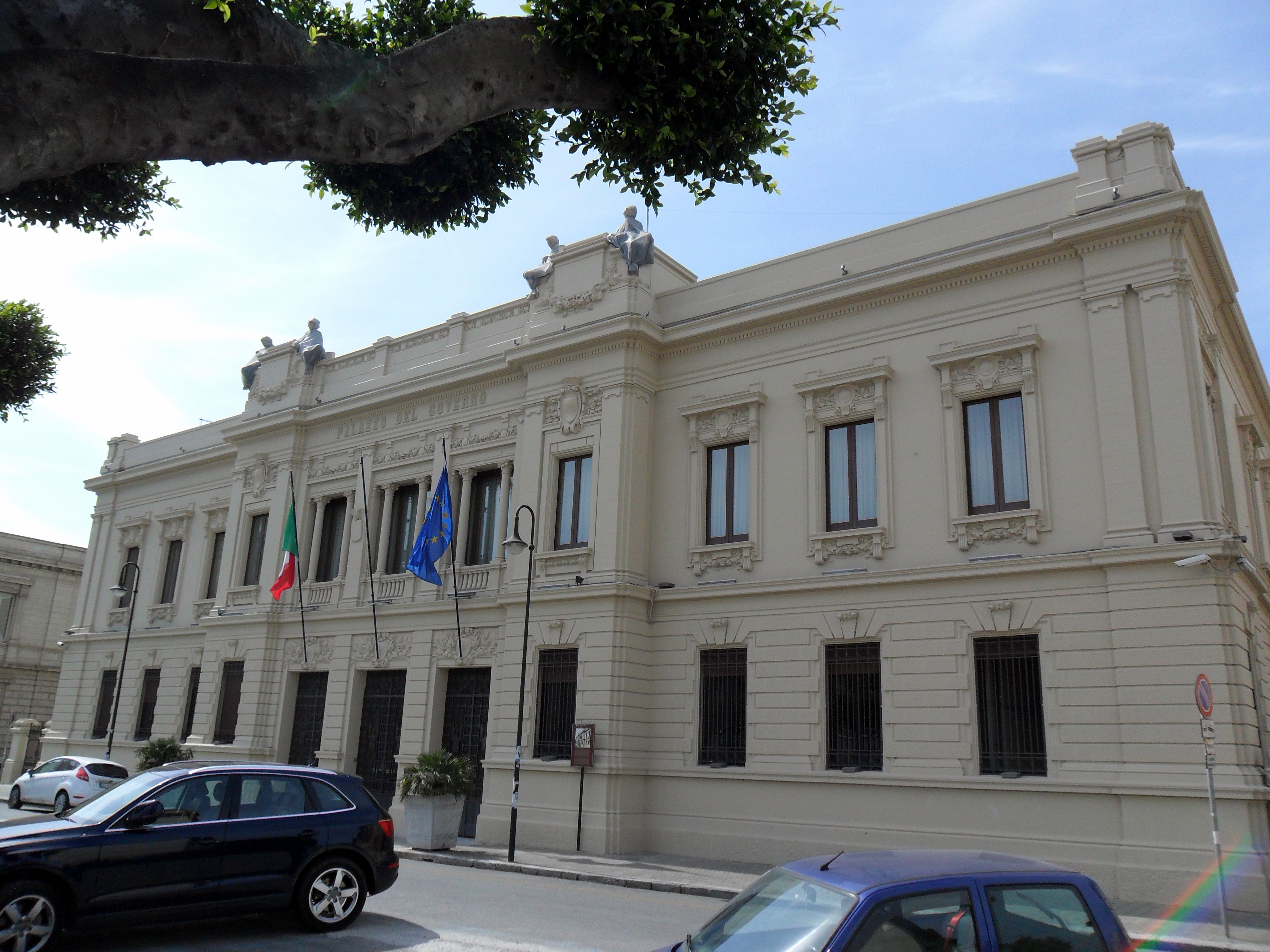
Palazzo del Governo in Reggio Calabria, Fassade zum Corso Vittorio Emanuele III

Der Palazzo del Governo (oder Palazzo della Prefettura) ist ein Palast aus den 1920er-Jahren im historischen Zentrum von Reggio Calabria in der italienischen Region Kalabrien. Er bedeckt den Block zwischen der Piazza Vittorio Emanuele III, der Via San Francesco di Sales, der Via Spanò Bolani und dem Corso Vittorio Emanuele III.

## Geschichte
Das Gebäude, das vom Bauingenieur Gino Zani 1912 projektiert wurde, wurde 1921 fertiggestellt. Der heutige Palast steht dort, wo bis zum Erdbeben 1908 das alte Kloster Della Presentazione und die Kirche San Francesco di Sales standen. Der Palast war das erste Gebäude der Stadt, das erdbebensicher gebaut wurde und beherbergte die Präfektur der Stadt.

## Beschreibung
Der Baukörper des Gebäudes besteht aus zwei Stockwerken und hat einen trapezförmigen Grundriss. Das Erdgeschoss hat zur Piazza Vittorio Emanuele III hin die Form eines „C“ und schließt einen rechteckigen Hof ein, während es zum Corso Vittorio Emanuele III einen großen Innenhof in der Mitte hat. Die Hauptfassade zum Platz hin besitzt drei große Eingänge, die mit kunstvoll gestalteten schmiedeeisernen Gittern verschlossen sind. Diese sind mit hauptsächlich mit Jugendstilmotiven dekoriert, die denen an den seitlichen Toren zu den „Hängenden Gärten“ gleichen, die sich symmetrisch an beiden Seitenkanten des Gebäudes finden. Über den Eingängen sind falsche Balkone mit Öffnungen angebracht, deren Rahmen reich mit geometrischen und floralen Motiven verziert sind. Im Erdgeschoss zeigen die anderen Teile der Fassade, die mit flachen, glatten Bossenwerk verziert sind, eine Reihe von vergitterten Fenstern mit Architraven, über denen ein leicht vorspringendes Gesims und eine Balustrade angebracht sind, auf der zwei Paare von Statuen in sitzender Position montiert sind.
Die architektonischen Elemente an den anderen drei Fassaden sind einfacher gestaltet; die Reihung der Fenster entspricht der der Hauptfassade; sie folgen dem Stil der Eklektik, aber ihre Verzierungen sind reiner Jugendstil.
Zu den Salons im Obergeschoss gelangt man über symmetrisch angeordnete Treppen. Der Empfangssalon ist reich an klassizistischem Stuck und seine Decke ist mit Fresken des Malers Andrea Alfano dekoriert, deren Thema La Ricostruzione ist.